# Woodland Hills (Utah)
Woodland Hills è un comune degli Stati Uniti d'America, nella contea di Utah nello Stato dello Utah.